# 68448 Sidneywolff
68448 Sidneywolff este un asteroid din centura principală de asteroizi.

## Descriere
68448 Sidneywolff este un asteroid din centura principală de asteroizi. A fost descoperit pe 18 septembrie 2001 la Fountain Hills (Arizona) de Charles W. Juels și Paulo R. Holvorcem. Asteroidul prezintă o orbită caracterizată de o semiaxă mare de 2,29 ua, o excentricitate de 0,24 și o înclinație de 9,2° în raport cu ecliptica.